# Can Galceran (Sales de Llierca)
Can Galceran o Casal d'en Sobirós és mas fortificat al llogarret de Sadernes, adscrit al terme municipal de Sales de Llierca (Garrotxa). Es tracta d'una gran casa senyorial de planta rectangular amb teulat a dues vessants vers les façanes principals. Disposa de baixos, dos pisos i golfes. La porta mira a tramuntana i gràcies a sis graons s'ingressa directament al primer pis. Les obertures d'aquesta façana nord són lògicament menudes, contrastant amb les grans balconades del costat est i migdia; en aquesta darrera façana hi ha una àmplia eixida sostinguda per tres arcades de mig punt. L'interior de la casa és senyorial i demostrativa de l'estada d'una família benestant.
Can Galceran va ser fortificada destacant-ne una garita construïda a l'angle nord-est de l'edifici, a nivell dels pisos. També hi ha diverses espitlleres repartides pels murs. La porta d'entrada, realitzada amb carreus ben tallats, porta la data d'una de les remodelacions: 1805. Edifici civil, del veïnat de Sadernes, accessible per la carretera de Montagut a Sadernes, enquitranada fins que travessa el Llierca. A partir d'aquest moment la pista és de terra, però en bon estat i apta, amb precaució, per a tota classe de vehicles.
A l'angle nord-est hi ha una garita, segurament del temps de les carlinades. També hi ha espitlleres repartides pels murs. La porta d'entrada principal, feta de carreus molt ben tallats, presenta la data d'una de les remodelacions: 1805. A la planta baixa i al costat de la carretera que porta a Sant Aniol d'Aguja, s'hi ha instal·lat un hostal - l'Hostal de Sadernes-, que funciona els estius i els caps de setmana en les altres estacions.
S'ignoren possibles dades històriques que recullin el passat més llunyà d'aquesta antiga casa forta. Els seus orígens són medievals, amb nombroses remodelacions portades a terme en el decurs del segle xviii. Sembla que durant la Tercera Guerra Carlina, la nit del 30 al 31 de desembre de 1872, els infants Alfons i Maria de les Neus de Borbó, germà del pretenent carlí Carles de Borbó i Àustria-Este, la van passar a Can Galceran de Sadernes quan provinents de França anaven a incorporar-se a les forces carlistes. Actualment, el casal, és el centre d'una petita indústria familiar dedicada al turisme on s'hi pot trobar un condicionat càmping i un petit restaurant.